# Dinaspis aculeata
Dinaspis aculeata är en insektsart som beskrevs av Ferris 1942. Dinaspis aculeata ingår i släktet Dinaspis och familjen pansarsköldlöss. Inga underarter finns listade i Catalogue of Life.